# Börje Hansson
Börje Robert Hansson, född 8 april 1954 i Göteborg, är en svensk filmproducent och manusförfattare.

## Filmmanus
- 1980 – Vi hade i alla fall tur med vädret (TV-serie)
- 1998 – Sista kontraktet

## Producent (i urval)
- 1987 – Friends
- 1991 – Ett paradis utan biljard
- 1995 – Vita lögner
- 1996 – Vinterviken
- 1998 – Sista kontraktet
- 1999 – Tomten är far till alla barnen
- 2000 – Jönssonligan spelar högt
- 2001 – Beck – Hämndens pris
- 2001 – Beck – Mannen utan ansikte
- 2002 – Beck – Annonsmannen
- 2002 – Beck – Enslingen
- 2002 – Beck – Kartellen
- 2002 – Beck – Okänd avsändare
- 2002 – Beck – Sista vittnet
- 2002 – Grabben i graven bredvid
- 2006 – Non existens
- 2006 – Beck – Skarpt läge
- 2006 – Beck – Flickan i jordkällaren
- 2006 – Beck – Gamen
- 2006 – Beck – Advokaten
- 2012 – Hypnotisören
- 2015 – I nöd eller lust
- 2026 – Grannfejden